# Трусово (Коми)
Трусово (коми Трусов) — село в Усть-Цилемском районе Республики Коми России. Административный центр сельского поселения Трусово.

## История
В «Списке населенных мест Российской империи», изданном в 1861 году, населённый пункт упомянут как деревня Трусова (Трусовых) Мезенского уезда (2-го стана), при реке Цильме, расположенная в 636 верстах от уездного города Мезень. В деревне насчитывалось 5 дворов и проживало 45 человек (20 мужчин и 25 женщин).

По состоянию на 1920 год, в деревне Трусово имелось 44 двора и проживало 248 человек (112 мужчин и 136 женщин). В административном отношении деревня входила в состав Кривомежного общества Устьцилемской волости Печорского уезда.

## География
Село находится в северо-западной части Республики Коми, на левом берегу реки Цильма, на расстоянии примерно 35 километров (по прямой) к западу от села Усть-Цильма, административного центра района. Абсолютная высота — 34 метра над уровнем моря.

### Часовой пояс
Трусово, как и вся Республика Коми, находится в часовой зоне МСК (московское время). Смещение применяемого времени относительно UTC составляет +3:00.

## Население
| 2010 |
| ---- |
| 668  |

Гендерный состав
По данным Всероссийской переписи населения 2010 года в гендерной структуре населения мужчины составляли 49,7 %, женщины — соответственно 50,3 %.
Национальный состав
Согласно результатам переписи 2002 года, в национальной структуре населения русские составляли 95 %.

## Инфраструктура
В селе функционируют средняя общеобразовательная школа, детский сад, фельдшерско-акушерский пункт, отделение сестринского ухода, дом культуры, школа художественных ремесел, библиотека, филиал Сбербанка России и отделение Почты России.